# 小刀諾鱨
小刀諾鱨，為輻鰭魚綱鯰形目鱨科的其中一種，為熱帶淡水魚類，分布於亞洲印度淡水流域，體長可達180公分，棲息在底層水域，生活習性不明，可做為食用魚。